# Armée du Mississippi occidental
L'armée du Mississippi occidental est une armée de l'Union qui sert sur le théâtre occidental de la guerre de Sécession. C'est pratiquement la même force que l'armée du Golfe, mais elle est renommée, quand elle est devenue une partie de la division militaire du Mississippi occidental dans le département du Golfe, commandée par le major général Edward Canby.

## Histoire
Après la désastreuse campagne de la Red River, Nathaniel P. Banks démissionne de l'armée et le commandement du département du Golfe est donné au général Stephen A. Hurlbut, mais les forces militaires dans la région qui composent l'armée du Golfe voient peu d'action. En août 1864, les unités du département participent à l'attaque terrestre lors de la bataille de la baie de Mobile, directement commandée par le Général Gordon Granger.
En 1865, le XIIIe corps et XVIe corps sont transférés dans la division du Mississippi occidental et placés sous le commandement du général Canby, qui rebaptise les forces comme l'armée du Mississippi occidental en référence à la division militaire. L'armée est ainsi créée le 18 février 1865. L'armée renommée combat lors de la bataille de Spanish Fort (en) et plus tard lors de la bataille de Fort Blakely (en). Lorsque Canby est ensuite nommé commandant du département du Golfe, les forces prennent de nouveau l’appellation d'armée du Golfe. L'armée du Mississippi occidental cesse d'exister le 3 juin 1865.

## Commandant
- Major général E. R. S. Canby (1865)

## Grandes Batailles
- bataille de Spanish Fort (en) (Canby)
- bataille de Fort Blakely (en) (Canby)